# 田布施站
田布施站（日语：／ Tabuse eki */?）是位於山口縣熊毛郡田布施町大字波野，西日本旅客鐵道（JR西日本）山陽本線的車站。
在2022年春季，藤生站至德山站之間預計可以使用ICOCA。

## 歷史
- 1897年（明治30年）9月25日 - 山陽鐵道 廣島站至德山站之間開通，此站啟用。為旅客、貨運車站。
- 1906年（明治39年）12月1日 - 山陽鐵道國有化（日语：鉄道国有法），成為官設鐵道車站。
- 1909年（明治42年）10月12日 - 制定路線名稱。成為山陽本線車站。
- 1934年（昭和9年）12月1日 - 現時岩德線，麻里布站（現時為岩國站）至周防高森站至櫛濱站之間全線開通，編入為山陽本線。而本來山陽本線麻里布站至柳井站至櫛濱站之間成為柳井線，此站也同時成為柳井線車站。
- 1944年（昭和19年）10月11日 - 柳井線全線成為雙線鐵路，再次編入為山陽本線。使此站再次成為山陽本線車站。而1934年編入成為山陽本線區間均名為岩德線。
- 1963年（昭和38年）9月1日 - 終止貨物起卸業務。
- 1964年（昭和39年）7月25日 - 包含此站在內，山陽本線橫川站至小郡站（現時為新山口站）直流電氣化（同時全線電氣化）。
- 1987年（昭和62年）
  - 2月14日 - 綠色窗口開始營業。
  - 4月1日 - 伴隨國鐵分割民營化，車站由西日本旅客鐵道（JR西日本）營運。
- 1997年（平成9年）6月1日 - 車站業務由JR西日本廣島MAINTEC（日语：JR西日本広島メンテック）負責，成為業務委託車站。
- 2018年（平成30年）
  - 7月6日 - 發生2018年7月西日本豪雨使車站暫停服務。
  - 9月9日 - 柳井站至下松站之間重開[2]。
  - 9月29日 - 受颱風潭美影響，光站至下松站之間泥沙流入路軌，使柳井站至下松站之間再次停運[3]。
  - 10月13日 - 柳井站至下松站之間重開[4][5]。

## 車站構造

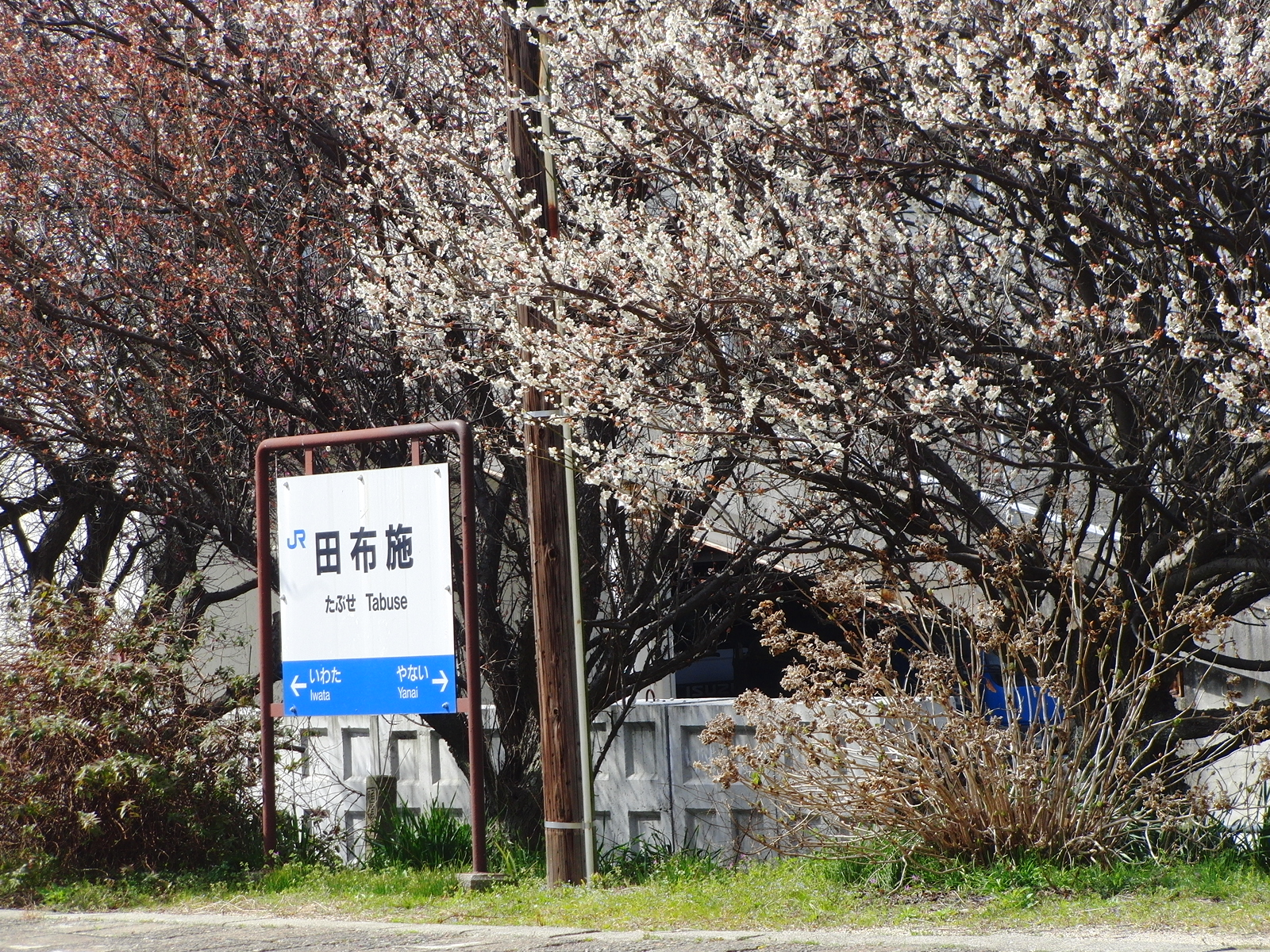
站內

車站是一座地面車站，設有2面2線的相對式月台。在兩月台中間設有一條中線。兩月台也設有跨線橋連接。此站由德山地域鐵道部管理，並由JR西日本廣島MAINTEC負責車站業務，為業務委託車站。車站設有綠色窗口。
此車站設有1號月台和3號月台，但是由於中線沒有月台，因此沒有2號月台。加上中線沒有架空電纜，因此電動列車不會進入該月台。曾經閘口上設有電照幕式列車出發顯示牌，現時使用塑料板遮蓋。

### 月台
| 月台 | 路線      | 上下行 | 方向           |
| ---- | --------- | ------ | -------------- |
| 1    | ■山陽本線 | 下行   | 德山、防府方向 |
| 3    | ■山陽本線 | 上行   | 柳井、岩國方向 |

## 使用狀況
以下為近年1日平均乘車人次列表：
| 乘車人次變化 | 乘車人次變化    |
| 年度         | 1日平均乘車人次 |
| ------------ | --------------- |
| 1999         | 1,313           |
| 2000         | 1,269           |
| 2001         | 1,220           |
| 2002         | 1,209           |
| 2003         | 1,228           |
| 2004         | 1,245           |
| 2005         | 1,209           |
| 2006         | 1,200           |
| 2007         | 1,200           |
| 2008         | 1,209           |
| 2009         | 1,188           |
| 2010         | 1,180           |
| 2011         | 1,209           |
| 2012         | 1,205           |
| 2013         | 1,217           |
| 2014         | 1,147           |
| 2015         | 1,187           |
| 2016         | 1,167           |
| 2017         | 1,167           |
| 2018         | 1,075           |

## 車站周邊
- 田布施町公所
- 佐藤荣作之墓
- 田布施郵局
- 山口縣立熊毛南高等學校（日语：山口県立熊毛南高等学校）（現時位於平生町）
- 山口縣立田布施農工高等學校（日语：山口県立田布施農工高等学校）
- 田布施町立田布施中學

## 巴士路線
最接近的巴士站是「田布施站前」。設有以下巴士路線停該站，並由防長交通營運。
- 一般巴士路線
  - 柳井站前－周東醫院前－坂本醫院－本町－田布施站前

## 相鄰車站
西日本旅客鐵道
■山陽本線
柳井－田布施－岩田

## 注腳
1. ↑  .   [2020-03-29]. （原始内容存档于2020-04-23）.
2. ↑  . 產經WEST. 2018-08-22. （原始内容存档于2018-09-08）.
3. ↑  . 朝日新聞Digital. 2018-09-30. （原始内容存档于2018-09-30）.
4. ↑  . 乘車新聞. 2018-10-10  [2018-10-13]. （原始内容存档于2018-10-10）.
5. ↑  . Respond. 2018-10-10  [2018-10-13]. （原始内容存档于2018-10-11）.
6. ↑  山口縣統計年鑑

## 外部連結
- 田布施｜車站資訊：JR出門網 - 西日本旅客鐵道